# Canthidium guanacaste
Canthidium guanacaste là một loài bọ cánh cứng trong họ Bọ hung (Scarabaeidae).